# Ngô Tư Viễn
Ngô Tư Viễn (tiếng Trung: 吳思遠, Ng See-yuen; sinh ngày 6 tháng 6 năm 1944) là một nhà làm phim của Điện ảnh Hồng Kông.
Bắt đầu hoạt động trong ngành điện ảnh ở Hồng Kông từ năm 1970, Ngô Tư Viễn đã đảm nhiệm nhiều vai trò khác nhau như nhà sản xuất (giám chế), biên kịch, đạo diễn, chủ hãng phim, và giám đốc chuỗi rạp chiếu phim. Được biết đến nhiều nhất qua các bộ phim võ hiệp và hành động, Ngô Tư Viễn được coi là một trong những đạo diễn Hồng Kông đầu tiên không thuộc hệ thống hai hãng lớn Thiệu thị huynh đệ và Gia Hòa tìm được thành công lớn ở thị trường điện ảnh Hồng Kông và quốc tế. Với tư cách người sáng lập hãng phim cùng tên (思遠影業公司, Tư Viễn ảnh nghiệp công ty, Seasonal Film Corporation), Ngô Tư Viễn đã tạo bệ phóng cho rất nhiều tên tuổi lớn của điện ảnh Hồng Kông sau này như Thành Long, Vương Vũ, Nguyên Khuê, Lý Liên Kiệt, Ngô Kinh, và cũng là người tạo cơ hội cho các ngôi sao võ hiệp không phải người Hoa như Jean-Claude Van Damme hay Hiroyuki Sanada. 
Ngô Tư Viễn đã hai lần được đề cử tại Giải thưởng Điện ảnh Hồng Kông cho phim hay nhất trong vai trò nhà sản xuất cho Pháp ngoại tình (1985) và Tống gia hoàng triều (1997). Ông đã được bầu là Chủ tịch danh dự của Hiệp hội đạo diễn phim Hồng Kông và từng là Chủ tịch của Liên đoàn nhà làm phim Hồng Kông và Giải thưởng Điện ảnh Hồng Kông từ năm 1995 đến năm 2000. Trong vai trò là một doanh nhân, Ngô Tư Viễn là đồng sáng lập của chuỗi rạp chiếu phim Hoa Tinh quốc tế UME và là chủ sở hữu của câu lạc bộ bóng rổ Tư Viễn - một thành viên của giải bóng rổ hạng nhất (A1) Hồng Kông.

## Tiểu sử
Ngô Tư Viễn sinh ngày 6 tháng 6 năm 1944 tại Thượng Hải - khi đó đang bị Đế quốc Nhật Bản chiếm đóng trong thời gian Chiến tranh Trung - Nhật. Năm 1961 Ngô và gia đình di cư sang Hồng Kông. Sau khi học tại trường Trung học Tân Pháp ở Cửu Long, Ngô Tư Viễn làm nhiều nghề như bảo vệ hay giáo viên trung học trước khi bắt đầu bước chân vào sự nghiệp điện ảnh trong vai trò nhân viên hãng Thiệu thị huynh đệ. Năm 1970 Ngô bắt đầu tham gia là trợ lý đạo diễn cho bộ phim đầu tiên của ông là tác phẩm võ hiệp Long hổ đấu của đạo diễn kiêm diễn viên chính Vương Vũ.
Năm 1975 Ngô Tư Viễn tham gia thành lập Công ty điện ảnh Tư Viễn (思遠影業公司, Tư Viễn ảnh nghiệp công ty, Seasonal Film Corporation) và đến năm 1976 thì đạo diễn bộ phim đầu tay cho hãng phim mới của mình với tác phẩm Nam quyền Bắc thối (南拳北腿).
Năm 1978 Ngô tham gia viết kịch bản và sản xuất hai bộ phim được coi là gây dựng tên tuổi cho bộ đôi đạo diễn Viên Hòa Bình và ngôi sao võ thuật Thành Long là Xà hình điêu thủ ( 蛇形刁手) và Túy quyền (醉拳). Năm 1985, Ngô Tư Viễn trở thành nhà sản xuất phim người Hồng Kông đầu tiên thành công trong việc giới thiệu dòng phim võ thuật của Hồng Kông đến với thị trường điện ảnh Hoa Kỳ với tác phẩm No Retreat, No Surrender của Nguyên Khuê. Đây cũng là bộ phim giới thiệu tới khán giả hai diễn viên dòng phim võ thuật không phải người Hoa là Kurt McKinney và Jean-Claude Van Damme.
Các tác phẩm đáng chú ý khác trong sự nghiệp của Ngô Tư Viễn có thể kể tới Long chi nhẫn giả (龍之忍者), Hoắc Nguyên Giáp (霍元甲) (đều 1982). Năm 1992, Ngô Tư Viễn đồng sản xuất Song Long hội (雙龍會) với Thành Long và bốn trong số 6 phần phim về Hoàng Phi Hồng do Từ Khắc đạo diễn là Nam nhi đương tự cường, Sư vương tranh bá, Vương giả chi phong, và Long thành tiêm bá. 
Tuy chưa tuyên bố nghỉ hưu nhưng tác phẩm gần đây nhất mà Ngô Tư Viễn tham gia là từ năm 2007 - tác phẩm hài tình cảm Contract Lover của Trương Kiên Đình trong vai trò sản xuất. Năm 2008, ông cũng được ghi nhận là người giới thiệu của bộ phim hành động Lang nha (狼牙). Hiện tại Ngô Tư Viễn là Cố vấn danh dự và thành viên Ban giám khảo của Giải thưởng Điện ảnh châu Á. Đồng thời, Ngô từng giữ nhiều chức danh khác như Chủ tịch danh dự của Hiệp hội đạo diễn phim Hồng Kông và từng là Chủ tịch của Liên đoàn nhà làm phim Hồng Kông và Giải thưởng Điện ảnh Hồng Kông từ năm 1995 đến năm 2000. 
Tháng 4 năm 2007, Ngô được bầu là thành viên chính thức của Hội đồng phát triển điện ảnh Hồng Kông. Trong vai trò này, họ Ngô được coi là một trong những tiếng nói ủng hộ mạnh mẽ nhất cho việc thiết lập một hệ thống Kiểm duyệt và phân loại phim cho Trung Quốc và cũng đã nhiều lần đề cập đến các vấn đề liên quan tới điện ảnh như chính sách của chính quyền Đại lục đối với các bộ phim đồng sản xuất giữa Hồng Kông hay các nước khác với Đại lục, hay việc kiểm duyệt phim.
Trong lĩnh vực kinh doanh, Ngô Tư Viễn là đồng sáng lập của chuỗi rạp chiếu Hoa Tinh quốc tế UME (UME International Cineplex) - một trong số các chuỗi rạp lớn nhất tại Trung Quốc với 5 cụm rạp ở Quảng Châu, Thượng Hải, Trùng Khánh, Hàng Châu, và Bắc Kinh.